# Aelurillus monardi
Aelurillus monardi är en spindelart som först beskrevs av Lucas 1846.  Aelurillus monardi ingår i släktet Aelurillus och familjen hoppspindlar. Inga underarter finns listade i Catalogue of Life.